# ترودی مارشال
ترودی مارشال (انگلیسی: Trudy Marshall; ۱۴ فوریهٔ ۱۹۲۰ – ۲۳ مهٔ ۲۰۰۴) هنرپیشه اهل ایالات متحده آمریکا بود.
از فیلم‌ها یا برنامه‌های تلویزیونی که وی در آن نقش داشته‌است می‌توان به قلب ارغوانی، ملقب به آقای توآی‌لایت، استادان رقص و شاهد کلیدی اشاره کرد.